# Icioglan
Icioglanii (în limba turcă modernă: iç oğlanı) erau tineri recrutați prin metoda devșirme din comunitățile creștine ale Balcanilor în Imperiul Otoman. Termenul iç oğlanı se traduce prin „băieți de interior” sau „băieți de casă”. Acești tineri erau selectați pentru inteligența și aspectul lor fizic, fiind supuși unei evaluări stricte, adesea sub supravegherea directă a sultanului. Cei mai promițători dintre ei erau trimiși la Școala Palatului Imperial (Enderun Hümayun Mektebi), unde primeau o educație avansată pentru a servi în diverse roluri administrative și birocratice în imperiu. Cei care nu treceau această evaluare erau destinați carierei militare, devenind ieniceri după o perioadă de pregătire în Anatolia. 

## Metoda de recrutare a pajilor
Metoda devșirme, cunoscută și sub numele de strângerea sau adunarea, reprezenta un proces de recrutare a „băieților de tribut” și era gestionată prin intermediul unui sistem regulat, despre care se spune că a fost oficializat în 1395, având rolul de a selecta tineri creștini din Balcani pentru a servi în diverse roluri în Imperiul Otoman. 
La intervale regulate, un corp de funcționari cu competențe sporite în a evalua tinerii era trimis în regiunile de proveniență ale tributului. Acest proces acoperea întreaga Peninsulă Balcanică, Ungaria, coasta de vest a Asiei, precum și zonele sudice și estice ale Mării Negre, în principal recrutându-se tineri din regiunile populate de albanezi și popoarele slave din Sud. Recrutarea consta într-o procedură complexă. „Ofițerii obțineau de la preotul creștin al satului o listă cu băieți pe care îi botezase și care aveau vârste cuprinse între doisprezece și douăzeci de ani. Toate acestea au fost aduse în fața ofițerilor, care îi selectau pe cei mai buni. Părinții care aveau fii puternici și favorizați puteau să-i piardă pe toți, în timp ce, cei care aveau fii slabi nu pierdeau niciunul.” 

### Criterii de selecție
Candidații nu trebuiau să fie orfani sau singurii copii din familie, pentru a se asigura că aveau valori familiale puternice. De asemenea, nu trebuiau să cunoască limba turcă sau să fi dobândit o meserie. Vârsta ideală pentru recrutare era între 10 și 20 de ani. 
Intrarea în sistem era posibilă doar pentru băieții creștini. Procesul recrutare  începea cu sosirea ofițerilor otomani, care purtau denumirea de turnacıbașı, în diverse regiuni și dura între două și trei luni, iar grupurile formate erau trimise în capitală.
Tinerii cu orice defect corporal nu erau admiși în serviciul palatului. Cei care îndeplineau cel mai bine criteriile perfecțiunii corporale, forței musculare și capacității intelectuale, aproximativ unul din zece, erau aleși pentru o calitate superioară a antrenamentului, în special pe latura intelectuală. Restul erau destinați unei educații diferite, predominant fizice. Cei selectați pentru pregătirea superioară deveneau în mod regulat paji și spahii ai Porții, iar cei mai capabili dintre ei ajungeau în funcții înalte în armată și guvern. Ceilalți deveneau ieniceri.
Caracteristicile fiecărui băiat selectat erau înregistrate cu atenție pentru a preveni evadarea și falsificarea datelor. După selecție, băieții erau transportați la Constantinopol sub supraveghere strictă.În capitală, starea lor era notată în registre, inclusiv detalii despre sănătatea și posibilele suspiciuni de origine evreiască. 
Părinții care doreau să-și păstreze fiii îi căsătoreau uneori în ani fragezi, deoarece băieții căsătoriți nu erau eligibili pentru recrutare. Cei care aveau resurse financiare plăteau scutiri pentru fiii lor către ofițerii de recrutare, care astfel obțineau recompense semnificative.  Unii părinți ajunseseră să considere procesul mai degrabă un privilegiu decât o povară și se bucurau să-și vadă fiii selectați, știind că aceștia vor scăpa de sărăcie, vor primi o educație de primă clasă și vor avea șansa unei cariere remarcabile

## Educația și formarea pajilor
Pajii erau incluși în programul de pregătire al școlii palatului imperial (Enderun Hümayun Mektebi) și ulterior direcționați către cele trei palate ale sultanului. Școala palatului imperial datează încă din timpul sultanului Murat II și a dobândit forma faimoasă în epoca lui Mehmed al II-lea, cuceritorul Constantinopolului, care a inițiat și construirea palatului Palatului Topkapı. 
Sistemul Enderun consta în trei școli pregătitoare situate în afara palatului, pe lângă cea din interiorul zidurilor palatului. În colegiile Enderun (palatul de la Adrianopol și Galata) erau între 1000-2000 de studenți, iar în școala de top din Palat erau aproximativ 300 de studenți. 
Programa școlii includea cursuri de Coran, hadith, teologie islamică, caligrafie, poezie, filosofie, retorică, istorie, matematică, geografie, astronomie, dar și de limba turcă, limba arabă și limba persană, a căror stăpânire era socotită obligatorie pentru persoanele instruite ale epocii și, mai cu seamă, pentru înalții demnitari ai statului. Pe lângă aceste materii, tinerii incluși în sistemul de învățământ al palatului imperial dobândeau și noțiuni de administrație, dar beneficiau și de instruire militară, precum și de inițierea în diverse sporturi populare în epocă, precum luptele tradiționale, turnirurile de tip cirit, trasul cu arcul la țintă. 
La finalul sistemului școlar Enderun, absolvenții erau capabili să vorbească, să citească și să scrie în cel puțin 3 limbi străine, să înțeleagă cele mai recente evoluții din domeniul științei, aveau cel puțin o meserie sau o artă și excelau în comanda armatei, precum și în abilitățile de luptă corp la corp. 
Școala Palatului Topkapı, situată în a treia curte a Palatului Topkapı, era formată din șapte săli de clasă, fiecare cu 12 profesori dedicați dezvoltării academice și intelectuale a elevilor. Durata cursurilor varia între doi și șapte ani, iar la finalul acestei perioade elevii treceau printr-o evaluare numită ieșire (în limba turcă çıkma).  Cei cu performanțe remarcabile puteau ajunge în serviciul personal al sultanului, în timp ce alții erau trimiși în provincii.
După această etapă, elevii rămâneau la Palatul Topkapı pentru instruirea specifică, care putea dura până la 30-40 de ani. La finalul acestui proces lung, foștii pajii erau considerați pregătiți să ocupe poziții de conducere în administrația centrală sau locală a Imperiului Otoman. 

## Regulile de igienă și alimentație
Pajii din Imperiul Otoman erau supuși unui riguros regim de igienă, care includea mai multe aspecte importante. Aceștia erau obligați să se îmbăieze zilnic și să-și schimbe batista, să-și taie unghiile săptămânal și să se radă de două ori pe săptămână. Ziua de vineri, considerată o zi specială de rugăciune pentru musulmani, era dedicată recondiționării hainelor și accesoriilor pajilor. În această zi, hainele și accesoriile erau inspectate de către „mai-marele camerei” (odabașı), iar cuferele personale erau verificate. 
În ceea ce privește starea cufărelor personale, fiecare tânăr avea propriul său cufăr, cu excepția celor doisprezece pajii care serveau direct suveranului, aceștia din urmă având dreptul la două cufere. Unul dintre aceștia era desemnat ca păstrător al cheii galeriei unde erau depozitate cuferele. Galeria era deschisă o dată pe săptămână, iar pajii aveau acces la cuferele lor pentru a-și lua lucrurile necesare. În cazul în care un paj avea nevoie de ceva într-o altă zi decât cea stabilită prin regulament, trebuia să facă o cerere de excepție la superiorul trezoreriei, însoțit de alți colegi. Această procedură implica strângerea unui grup de cinci sau șase confrați pentru a însoți solicitarea.
Pajii beneficiau de o alimentație bogată și consistentă. Acestora li se ofereau „două mese pe zi: dimineața, la ora 9, și după-amiaza, la ora 15, iar fiecare masă implica două feluri: o ciorbă de legume și un fel preparat cu carne.” Albertus Bobovius remarcă diversitatea semnificativă a ciorbelor din acea perioadă, unele dintre ele având asemănări cu terciuri sau budinci în contextul gastronomiei contemporane. În privința cărnii, opțiunea preferată era cea de oaie, adesea servită fiartă, neasezonată, sub forma de söğüș (un fel de rasol rece), iar în privința băuturilor, singura băutură menționată era apa, asociată de obicei cu sfârșitul mesei, iar la ocaziile speciale erau servite diverse sucuri de fructe (șerbet).

## Ierarhia și organizarea în interiorul palatului
Pajii erau organizați în două camere (oda): büyük oda („camera mare”) și küçük oda  („camera mică”). Prima dintre ele găzduia, în prima jumătate a secolului al XVII-lea, 300-400 de tineri din categoria celor îmbrăcați în caftane de mătase. În cealaltă cameră (küçük oda) locuiau, în aceeași epocă, circa 150-200 de paji, având o costumație din postav. Ei erau privilegiați mai ales sub raportul alimentației, căci mâncau alături de eunucii care îi supravegheau, beneficiind, în acest fel, de o parte dintre bucatele alese servite la masa celui mai de seamă „ofițer” al palatului imperial (kapu ağası, căpetenia eunucilor albi).
Numărul pajilor care serveau în mod direct sultanului (hassoda) era limitat la patruzeci. Această restricție numerică a fost impusă personal de către sultan, adoptând cifra sacră a patruzeci, conferindu-i o semnificație transcendentală. Cei mai importanți dintre aceștia purtau titlurile de silahdar (cel care îi purta sabia), rikabdar (cel care îl ajuta să încalece), çukadar (cel care se ocupa de garderobă), dülbend oğlanı (cel care se ocupa de lenjerie), sırkâtibi (secretarul său particular). Cei 40 de paji erau conduși de hassodabașı, cel mai apropiat de sultan și, prin urmare, cel mai influent dintre ei. Absolvenții de încredere erau numiți santinele, unul plasat la capul și celălalt la picioarele patului regal, având responsabilitatea de a menține torțele aprinse pe tot parcursul nopții, într-un gest defensiv împotriva potențialelor amenințări sau a aparițiilor fantomatice.

## Personalități remarcabile din rândul pajilor
Matrakçı Nasuh a fost educat în Școala Palatului în timpul domniei lui Baiazid al II-lea (1481–1512) și a studiat cu Sai Çelebi, unul dintre profesorii Sultanului Baiazid al II-lea. El a servit sub Sultanul Selim I (1512-1520) și Suleiman Magnificul (1520-1556) ca matematician, istoric, geograf, cartograf și miniaturist. Matrakçı Nasuh, unul dintre cele mai remarcabile produse ale sistemului Enderun, a fost un om cu multiple talente și un l’uomo Universale (omul universal), care mai târziu a devenit unul dintre titlurile sale oficiale. 
Celebra sa opera se intitulează Umdetü'l-Hisab (tratat de aritmetică).